# Zavarovana območja Nove Zelandije
Zavarovana območja Nove Zelandije so območja, ki so na nek način zavarovana, da ohranijo svojo okoljsko, znanstveno, slikovito, zgodovinsko, kulturno ali rekreacijsko vrednost. Obstaja približno 10.000 zavarovanih območij, ki pokrivajo približno tretjino države. Način in cilji varstva se razlikujejo glede na pomembnost vira in glede na to, ali je v javni ali zasebni lasti.
Skoraj 30 odstotkov ozemlja Nove Zelandije je v javni lasti z določeno stopnjo zavarovanja. Večino tega ozemlja - približno 80.000 kvadratnih kilometrov - upravlja Ministrstvo za varstvo narave. Obstaja 13 narodnih parkov, na tisoče rezervatov, 54 ohranitvenih parkov in vrsta drugih ohranitvenih območij.
Oddelek upravlja tudi 44 morskih rezervatov na morju in obale. Za kakršen koli razvoj v obalnih morskih območjih, ki se razteza do meje srednje visoke vode in do enega kilometra po rekah navzgor, je potrebno soglasje v skladu z Zakonom o upravljanju virov.

## Zgodovina
Ljudstvo Maori na Novi Zelandiji ima tradicijo razglasitve rāhuija, da bi omejili dostop do ali izkoriščanje virov.
Guverner Hobson (na položaju v letih 1840–1842) je dobil navodila notranjega ministra Združenega kraljestva Johna Russella za dodelitev nekaterih kronskih zemljišč na Novi Zelandiji: »za uporabo širše javnosti so bili rezervirani vsi trakti, ki bi lahko bili potrebni za namene javnega zdravja, uporabnosti, udobja ali užitka.«
Zakon o javnih rezervatih iz leta 1854 je kroni dovolil, da provincam dodeli rezervate za javne službe. Zakon o javnih domenah iz leta 1860 je zajemal domene v Aucklandu in Wellingtonu in je guvernerju Nove Zelandije dovolil nakup drugih zemljišč. Ta pooblastila so bila dodatno razširjena z Zakonom o javnih rezervatih iz leta 1877, Zakonom o javnih rezervatih iz leta 1881, Zakonom o javnih rezervatih in domenah iz leta 1908, Zakonom o javnih rezervatih, domenah in nacionalnih parkih iz leta 1928 ter Zakonom o rezervatih in domenah iz leta 1953.
Zakon o rezervatih iz leta 1977 je nadomestil prejšnje zakone. Zakon iz leta 1977 je skupaj z Zakonom o morskih rezervatih iz leta 1971, Zakonom o narodnih parkih iz leta 1980 in Zakonom o ohranjanju iz leta 1987 vzpostavil sodoben naravovarstveni sistem Nove Zelandije.

## Narodni parki
Zakon o narodnih parkih iz leta 1980 zagotavlja visoko zaščito pomembnih območij, znanih kot narodni parki. Ta območja zagotavljajo življenjski prostor številnim redkim rastlinam in živalim ter prostor za sprehode, plezanje v gore, čolnarjenje, snežne športe in druge oblike rekreacije.
Prvi narodni park, narodni park Tongariro, je eden izmed desetih najstarejših narodnih parkov na svetu in izvira iz podaritve zemlje za zavarovano območje leta 1887. Uradno je bil ustanovljen kot narodni park leta 1894 in je zdaj del svetovne dediščine. Narodni park Te Urewera, ustanovljen leta 1954, je bil ukinjen leta 2014, ko je bil Te Urewera vrnjena ljudstvu Tuhoe. Od leta 2015 obstaja 13 narodnih parkov, ki skupaj pokrivajo 25.000 kvadratnih kilometrov.

## Morski rezervat
Zakon o morskih rezervatih iz leta 1971 ščiti več morskih območij okoli Nove Zelandije, znanih kot morski rezervati. Na teh območjih velja popolna prepoved ribolova ter odstranjevanja ali vznemirjanja morskega življenja.
Prvi morski rezervat, Morski rezervat Cape Rodney-Okakari, je bil ustanovljen leta 1975. Od leta 2015 je znotraj 12 navtičnih milj od obale 44 morskih rezervatov, ki pokrivajo 9,5 odstotka njenih obalnih voda.

## Rezervati
Ministrstvo za varstvo narave upravlja več vrst rezervatov v skladu z Zakonom o rezervatih iz leta 1977:
- Narodni rezervati so območja, ki so bila zaradi svoje zgodovinske ali ekološke vrednosti označena kot nacionalno pomembna. Določeno je bilo kot nacionalno pomembno v skladu s členom 13 Zakona o rezervatih iz leta 1977. Upravlja jih Ministrstvo za varstvo narave. Poudarjeno je, da lahko generalni guverner z ukazom v svetu (tj. postopkom, s katerim se uveljavi odločitev vlade) in na priporočilo ministra (tj. ministra za varstvo narave, saj je ta minister odgovoren za oddelek za ohranjanje), razglasi narodne rezervate.
- Rekreacijski rezervati so bili ustanovljeni za rekreacijo in športne dejavnosti, za spodbujanje fizičnega počutja in užitka ter varovanje naravnega okolja in lepote.
- Zgodovinski rezervati so bili ustanovljeni z namenom varovanja in ohranjanja krajev, objektov in naravnih znamenitosti, ki so zgodovinskega, arheološkega, kulturnega, izobraževalnega in drugega posebnega pomena.
- Slikoviti rezervati so rezervati, ki so zavarovani zaradi svoje slikovite zanimivosti, lepote ali naravnih značilnosti. To so najpogostejše vrste zavarovanih območij na Novi Zelandiji. Večinoma gre za majhna območja ostankov avtohtonih gozdov v bližini cest. Slikoviti rezervati so bili prej ustanovljeni v skladu z Zakonom o ohranjanju pokrajine iz leta 1903, preden je bil sprejet Zakon o rezervatih.[11]
- Naravni rezervati so rezervati, ustanovljeni za varstvo domorodne flore ali favne ali redkih ali znanstveno pomembnih naravnih znamenitosti. Vstop v te rezervate je omejen na tiste s posebnimi dovoljenji.
- Znanstveni rezervati so rezervati, ustanovljeni za zaščito območij za znanstveno raziskovanje in izobraževanje. Vstop v del vseh teh rezervatov je omejen na tiste s posebnimi dovoljenji.
- Državni rezervati so rezervati, ki se hranijo za posebne vladne namene, kot so območja upravljanja prosto živečih živali.
- Lokalni rezervati so lokalni rezervati za posebne namene. Lokalni rezervati se lahko ustvarijo za »komunalne namene, ceste, ulice, dostopne poti, planišča, servisne pasove, igralnice, vrtce, otroške prostore ali druge podobne namene«,[12] vključno z zaščito zajetij rezervoarjev.[13] Posebna pravila veljajo za rezervate plaž.[14]
- Območja divjine so rezervati ali deli rezervatov, ki se ohranjajo v naravnem stanju, s prepovedjo stavb, cest, človeške infrastrukture ali vnesenih živali.
- Druga območja zasebnega, kronskega ali maorskega ozemlja lahko krona vzame nazaj v zakup v skladu z ohranitvenimi zavezami za ohranitev naravnega okolja.

### Obstoječi državni rezervat
Obstajajo trije narodni zgodovinski rezervati:
- Hāpūpū / Zgodovinski rezervat J. M. Barker, Chathamski otoki – vsebuje rezbarije dreves Moriori
- Narodni zgodovinski rezervat Puhi Kai Iti / Cook Landing Site, Kaiti, Gisborne – kjer je kapitan James Cook prvič pristal na Novi Zelandiji leta 1769
- Narodni zgodovinski rezervat Te Kuri a Paoa/Young Nick's Head – postal nacionalni rezervat z zakonom Ngai Tāmanuhiri Claims Settlement Act iz leta 2012, v skladu s členom 13 zakona o rezervatih iz leta 1977[16]

Državni naravni rezervati so:
- Narodni naravni rezervat otokov Antipodes
- Narodni naravni rezervat Aucklandskih otokov
- Narodni naravni rezervat otokov Bounty
- Narodni naravni rezervat Campbellovih otokov
- Narodni naravni rezervat Snares Islands

Drugi narodni rezervati so:
- Narodni slikoviti rezervat Lewis Pass – objavljen leta 1981[18]

Zgodovinski rezervati so majhni rezervati z zgodovinsko vrednostjo. Rezervat Lewis Pass je veliko večji (13.737 hektarjev) z ohranitvenimi vrednostmi, vključno z deli s slikovitimi in ekološkimi vrednostmi. 
Novozelandski subantarktični otoki so skupno Unescov seznam svetovne dediščine.

### Rekreacijski rezervati
Rekreacijski rezervat je vrsta zavarovanega območja Nove Zelandije, ki je v lasti novozelandske vlade in je rezerviran predvsem za športne ali rekreacijske dejavnosti. Mnogi zagotavljajo javni dostop do obal, jezer in rek.  Nekatere upravlja Ministrstvo za ohranjanje. 
Vsak rekreacijski rezervat je bil ustanovljen »z namenom zagotavljanja območij za rekreacijo in športne dejavnosti ter fizično dobro počutje in užitek javnosti ter za varstvo naravnega okolja in lepote podeželja, s poudarkom na ohranjanju odprtih prostorih in na rekreacijskih dejavnostih na prostem, vključno z rekreacijskimi stezami na podeželju«.
Leta 2015 je bilo na Novi Zelandiji 2842 rekreacijskih rezervatov, ki so pokrivali skupno 255.750 hektarjev. Land Information Nova Zelandija je leta 2022 na svoji spletni strani navedla 599 rekreacijskih rezervatov.
Večina rekreacijskih rezervatov je manjših od 1000 hektarjev, nekateri pa so veliko večji. Te Paki v Severni deželi na primer pokriva skoraj 19.000 hektarjev obalne pokrajine. Kmetijski park Pūponga, na zahodnem koncu Farewell Spit, je prav tako večji od večine. Drugi znani rekreacijski rezervati so Pelorus Bridge in rezervate Marlborough Sounds ter Five Mile, Whakaipo in druge rezervate okoli jezera Taupō.

### Zgodovinski rezervati
Zgodovinski rezervati so večinoma manjši od 10 hektarjev in varujejo kraje, objekte in naravne značilnosti zgodovinske, arheološke, kulturne ali izobraževalne vrednosti. Land Information Nova Zelandija na svoji spletni strani navaja 185 zgodovinskih rezervatov.
Northlandska zgodovinska rezervata sta Ruapekapeka pā, kraj pomembne bitke leta 1846, in Pompallier House, zgodnji katoliški misijon v Russellu.
V Aucklandu je nekaj zgodovinskih rezervatov v zalivu Hauraki / Tīkapa Moana. En rezervat varuje utrdbe iz druge svetovne vojne v Stony Batterju na otoku Waiheke. Drug vključuje palačo in italijanski vrt guvernerja Georgea Greya iz 19. stoletja, ki ga vzdržujejo prostovoljci.
Wellingtonovi zgodovinski rezervati vključujejo lesene vladne stavbe.
V Otagu je več zgodovinskih rezervatov, povezanih z zlato mrzlico v Otagu, vključno s pošto St Bathans in nekdanjimi izkopi pri Gabriels Gully.

### Slikoviti rezervati
So najpogostejša in verjetno tudi najbolj razširjena oblika zavarovanih območij v državi. Rezervati se razlikujejo po velikosti: medtem ko je večina manjših od 100 hektarjev, so nekateri večji od 1000 hektarjev. Nekateri so »otočki neokrnjene narave v morju kmetijskih zemljišč«.
Slikoviti rezervati so bili prvič ustvarjeni, ko so se skupnosti odločile ohraniti nekaj prvotne vegetacije na območju, kjer je bila večina prvotne vegetacije odstranjena. Večinoma so zaplate grmovja, pogosto blizu cest. Zakonski nadzor nad rezervati je bil zajet v Zakonu o ohranjanju krajine iz leta 1903 do sprejetja Zakona o rezervatih iz leta 1977.
Slikovit rezervat Ball's Clearing v Hawke's Bayu, območje avtohtonega gozda, ograjenega od okoliških pašnikov, je tipičen slikovit rezervat.

## Varstvena območja
Oddelek za ohranjanje upravlja več vrst ohranitvenih območij v skladu z Zakonom o ohranjanju iz leta 1987:
- Varstveni parki so skupina 54 območij, zaščitenih zaradi svojih naravnih in zgodovinskih virov ter za javno uporabo, ki pokrivajo površino 2.690.191 hektarjev.[23] Med njimi je 36 gozdnih parkov, ki so sprejeli zakonodajo iz leta 1987.
- Območja divjine so zemljišča, ki se upravljajo za ohranjanje avtohtonih naravnih virov. Stavbe, stroji, živina, vozila, letala, ceste in tiri so na teh območjih prepovedani, razen če gre za posebne namene upravljanja, znanstvene ali varnostne namene.
- Ekološka območja so območja, ki se upravljajo za varstvo posebnih vrednot tega območja. Trenutno obstaja 112 takih območij, večina so mokrišča okoli lagune Ōkārito na zahodni obali.[24][25]
- Zavetišča so območja, ki se upravljajo za ohranjanje avtohtonih rastlin in živali v njihovem naravnem stanju ter za znanstvene in druge podobne namene.
- Območja vodotokov so območja zemljišč, zavarovana po Zakonu o ohranjanju, Zakonu o rezervatih ali Zakonu o nacionalnem skrbništvu QEII, ki so poleg celinskih voda tudi pod neko obliko zaščite. Na vsakem območju imajo tako kopno kot vode izjemne naravne ali rekreacijske značilnosti.
- Javna območja so območja, ki se upravljajo za zaščito avtohtonih naravnih in zgodovinskih virov ter za javno rekreacijo.
- Območja upravljanja s prosto živečimi živalmi so območja, ki se upravljajo za varstvo prostoživečih živali in drugih avtohtonih naravnih in zgodovinskih virov. Primeri so laguno Matatā, otok Kārewa/Gannet in otok Moutohorā.[26][27]
- Robni pasovi so pregrade na kopnem, ki mejijo na morje, jezera ali reke. Zavarovani so zaradi ohranjanja, vzdrževanja voda, kakovosti vode, vodnega življenja, varovanja naravnih vrednot in zagotavljanja stalnega dostopa javnosti.
- Skrbniška območja so območja, ki se upravljajo za zaščito naravnih in zgodovinskih vrednot, s katerimi se lahko razpolaga z javnim postopkom, če ohranitev zemljišča ne bi »bistveno povečala ohranitvenih ali rekreacijskih vrednosti sosednjih zemljišč«.

Druga ohranitvena in upravna zemljišča, vključno z nekaterimi vrstami državnih gozdnih zemljišč, zasebnih ali maorskih zemljišč, ki jih varuje minister za ohranjanje narave, in zemljišča, ki jih ima Ministrstvo za ohranjanje narave za pisarne ali centre za obiskovalce.

## Ekološki otoki
Ministrstvo za varstvo narave in zasebni skladi upravljajo ekološke otoke kot zaščitene habitate za endemične in avtohtone novozelandske vrste.
- Otoški rezervati vključujejo 50 obalnih otokov, ki so naravni rezervati, in stotine drugih otokov, ki jih upravlja Ministrstvo za varstvo narave.[28]
- Celinski otoki so območja celinskega Severnega in Južnega otoka, ki so izolirana z ograjami za zaščito pred škodljivci, geografskimi značilnostmi ali intenzivnim nadzorom nad škodljivci.[29]

## Lokalno zavarovana območja
Mnoga območja so zaščitena in jih upravlja lokalna vlada:
- Regionalni parki so zavarovana območja, ki jih upravljajo regionalni sveti in enotne oblasti.
- Lokalni parki so zavarovana območja, ki jih upravljajo teritorialne in enotne oblasti.

## Mednarodno zavarovana območja
Na Novi Zelandiji je deset območij, ki jih ščiti mednarodno pravo:
- Obstaja sedem mokrišč, ki so zaščitena kot Ramsarska mokrišča v skladu z Ramsarsko konvencijo in jih upravlja Ministrstvo za varstvo narave, pokrivajo površino okoli 56.000 hektarjev.[30][31] Večina drugih mokrišč ni uradno zaščitenih, vendar so bili vzpostavljeni projekti za obnovo tistih, ki so ostala.
- Obstajajo tri območja svetovne dediščine, ki so zakonsko zaščitena z mednarodno konvencijo, ki jo upravlja Organizacija Združenih narodov za izobraževanje, znanost in kulturo (UNESCO), zaradi njihovega kulturnega, zgodovinskega, znanstvenega ali drugega pomena za človeštvo.[32] Tu so Te Wahipounamu, narodni park Tongariro in Novozelandski subantarktični otoki.[8]

## Druga zavarovana območja
Druga zavarovana območja o številna mokrišča v javni in zasebni lasti.